# Pablo Lechuga
Pablo Lechuga Rodríguez (Cambil, Jaén, 16 de agosto de 1990) es un ciclista español.

## Biografía
Fue uno de los mejores corredores juniors nacionales consiguiendo triunfos importantes en esa categoría. 
A su paso a la categoría amateur consiguió numerosas victorias, las cuales fueron la llave para dar el salto a profesional en el año 2010 debutando en el equipo de su tierra el Andalucía-CajaSur Profesional. Tras la desaparición del equipo Profesional Andalucía, militó en el equipo Cajamar-Cosentino, equipo con el cual ha logrado la 3ª posición en la general de la copa España, demostrando ser uno de los corredores más regulares en el pelotón español acabando la mayoría de las pruebas entre los diez primeros de la clasificación.  
El 2 de enero de 2014 fue anunciada su incorporación en el equipo Euskadi para la temporada que se inicia. 

El 6 de febrero de 2015 anunció su retirada del ciclismo tras cuatro temporadas como profesional y con 24 años de edad.

## Palmarés
No consiguió victorias como profesional.

## Resultados en Grandes Vueltas
| Carrera | Carrera         | 2010 | 2011 | 2012 | 2013 | 2014 |
| ------- | --------------- | ---- | ---- | ---- | ---- | ---- |
|         | Giro de Italia  | —    | —    | —    | —    | —    |
|         | Tour de Francia | —    | —    | —    | —    | —    |
|         | Vuelta a España | —    | —    | Ab.  | —    | —    |

―: no participa

Ab.: abandono

## Equipos
- Andalucía (2008-2012)
  - Andalucía-CajaSur (2008-2010)
  - Andalucía-Caja Granada (2011)
  - Andalucía (2012)
- Euskadi (2014)